# Prismarama
Prismarama es el tercer álbum de estudio de León Larregui, integrante de Zoé. El disco se compone de 15 canciones totalmente escritas por el cantautor mexicano.

## Historia
Prismarama marca el regreso de León como solista al estudio tras siete años de la publicación de su antecesor Voluma, en 2016.
En mayo de 2021 por medio de Instagram Larregui anunció que se encontraba en la producción de un nuevo álbum.
El álbum fue grabado en París como sus demás álbumes como solista, pero este no contó con la producción de Adan Jodorowsky, si no fue producido por el mismo Larregui. 
El 13 de enero de 2023 por medio de sus redes sociales público varios  Códigos QR que redirigían a sitio web oficial del músico.
El 9 de febrero del 2023 tras casi un mes de espera, se estrenan los primeros dos sencillos del Amantes y Su Majestad La Eternidad. Un mes después, el 9 de marzo, estrenó otros dos sencillos Holidays y Chromocosmic Avenue, en segundo tema colaboraría con el músico italiano Giorgio Poi, el 13 de abril se estrenaron Alba y Fake News, los últimos dos sencillos antes del estreno del álbum.
El 11 de mayo, junto al álbum se estrenó el último sencillo del álbum Incendio de Amor/Carmelita, el álbum se ha lanzado tanto en plataformas digitales como en físico.

## Álbum
El título del álbum Prismarama, aún que originalmente el álbum se iba a llamar Tarot Polaroid, esto debido a que cada día al iniciar la grabación tomaba una carta del Tarot, Prismarama es un título conceptual que hace alusión a como se descomponen los colores a pasar la luz por un prisma, que se refiere a la experimentación de todos géneros musicales presentes en el disco.
Musicalmente es el álbum más experimental, pues utiliza la convención de varios géneros musicales, como «Su Majestad La Eternidad» que tiene un sonido más tecno de los 90's o también en «Incendio de Amor/Carmelita» que es un estilo más slow-cumbia.
El álbum contó con la colaboración de muchos músicos, como Julia Johansen (baterista de Oracle Sisters) en la segunda voz en «Amantes» y en la batería, Armand Penicaut de Papooz en la guitarra, también Victor de Los Congelones canta la parte en Nahual en «Quetzal».
También los videoclips de «Holidays» y «Su Majestad La Eternidad» fueron dirigidos por Larregui recordando su paso por animador, el primero es un vídeo con animación stop-motion y el segundo fue animado con una inteligencia artificial.
Según el propio León su álbum está fuertemente inspirado en la Pandemia de COVID-19, un ejemplo de esto el tema «Holidays» y también sobre el bombardeo de información, también sigue tocando temas como el amor, también ver las cosas desde la perspectiva de una mujer

## Personal
- León Larregui - Voz, sintetizadores, programación, pianos, guitarras y órganos.
- Vincent Polycarpe - Batería.
- Xavier Polycarpe - Bajo, bajo fretless, Pianos y Órganos.
- Rob - Sintetizadores, pianos y órganos.
- Armand Penicault - Guitarra y Slide, y Coro en "Holidays".
- Sergio Acosta - Guitarras y Moog Grandmother. Bajo y clave en "Su Majestad La Eternidad".
- Fabrice "Cubl" Colombani - Percusiones.
- Felipe Ceballos - Percusiones, Órgano en el coro de "Carmelita", órgano y escobillas en "Quetzal", programación en "Tarot Polaroid" y batería, percusiones y synte arpegiador en "Triste".
- Oliver Barranco Hernández - Trompeta.
- Tuti Mejia - Vox sampler en "Incendio de Amor/Carmelita''.
- Julia Johansen - Coros en Amantes, Alba y Fake News.
- Andrés Sánchez "Dub" - Bajo en "Alba" y "Triste".
- Stefan Burggemann y Fabiola Quiroz - Claps en "El Camino" y "Sunny Days".
- Victor Hugo Sandoval García (Los Congelones) - Adaptación de letra y colaboración vocal náhuatl en "Quetzal".
- Giorgio Poi - Colaboración vocal en Chromascomic Avenue.
- Demian "jijo" Gálvez - Guitarra acústica en "Llàgrimes".
- Johann Doccarett - Extra pianos en "Triste".
- Dan Zlotnik - Sax tenor en "Prismarama".
- Adan Jodorowsky - Bajo, Sintetizadores, piano y órgano en Prismarama.
- FMP Ensamble - Cuerdas en Prismarama.
- Arreglo de cuerdas en Prismarama por León Larregui y Mortiz Reich.

## Lista de Canciones
| N.º | Título                                  | Duración |  |
| 1.  | «Incendio de Amor/Carmelita»            | 4:47     |  |
| 2.  | «Alba»                                  | 3:51     |  |
| 3.  | «Amantes»                               | 4:36     |  |
| 4.  | «Su Majestad La Eternidad»              | 3:50     |  |
| 5.  | «Oh Sunny Days»                         | 3:03     |  |
| 6.  | «Holidays»                              | 3:23     |  |
| 7.  | «Quetzal»                               | 4:10     |  |
| 8.  | «Prismarama»                            | 3:23     |  |
| 9.  | «Chromocosmic Avenue» (con Giorgio Poi) | 3:37     |  |
| 10. | «Fake News»                             | 4:07     |  |
| 11. | «Llàgrimes»                             | 3:57     |  |
| 12. | «Tripulantes»                           | 3:32     |  |
| 13. | «Tarot Polaroid»                        | 4:42     |  |
| 14. | «Triste»                                | 3:41     |  |
| 15. | «El Camino»                             | 4:10     |  |